# إزدواجية بيك

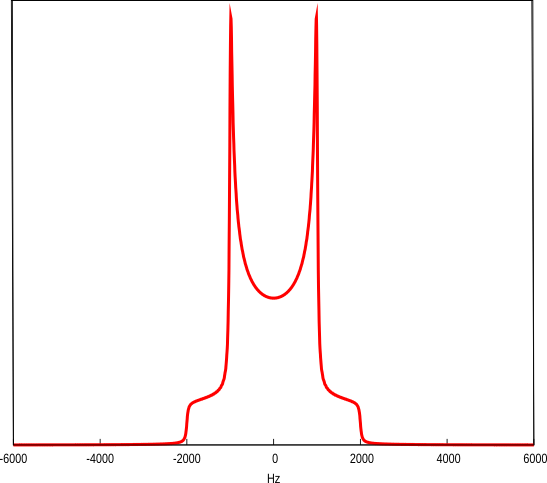
محاكاة لازدواجية بيك

إزدواجية بيك أو «نمط بيك» هو شكل خط مميز موجودة في طيف الرنين المغناطيسي الإكتروني والرنين المغناطيسي النووي للحالة الصلبة. تم وصفها لأول مرة على يد العالم جورج بيك.
تنتج نتيجة للاقران ثنائي القطبية لنواتين منعزلتين ذاتين قطبية من نوع سالب 1/2، أو بسبب تحولات لنواة رباعية الأقطاب كالدويتيريوم. إنها الشكل العام الذي يُحصل عليه من إزدواجية معتمدة على الاتجاه. تشير «القرون» في إزدواجية بيك إلى الحالة التي يكون بها المحور الأساسي لتفاعل الاقتران (متجهة بين النوى في حالة الاقتران ثنائي القطبية والمكون الرئيسي لموتر تدرج المجال المغناطيسي للنواة رباعية الأقطابة) متعامد على المجال المغناطيسي. هذه الحالة هي غالبة الحدوث والشدة عندها تكون القصوى. «القدم» في المنحنى تشير إلى الحالة التي يكون بها المحور الأساسي لتفاعل الاقتران موازٍ للمجال المغناطيسي، وهي الحالة الأقل حدوثا.
كان بيك أول من اكتشف هذا المنحنى وقد استعمله لاستخراج المسافات بين البروتونية في تجاربه على بلورة مفردة ومسحوق الهيدرات من الجص (CaSO4.2H2O). أصبح من الممكن بعدها إيجاد المسافات بين النواة بين ذرات الهيدروجين في جزيء الماء.
في المواد الصلبة ذات الشواغر، يتم حسبة اقتران ثنائي القطبية بشكل جزءي بسبب نفاذ الماء الذي يحدث بسبب تماثل المواد الصلبة وتوزيع الجزيئات الاحتمالي في الشواغر. في هذه الحالة يتم استعمال الشكل الخطي المتوسط لتحليل البنية البلورية، التحول الطوري، ودرجة اضطراب الجزيئات في الهيدرات البلورية، الزيوليت، الصلصال والأنسجة الحيوية.